# Середні Рудні Гори (район Німеччини)
Середні Рудні Гори (нім. Mittlerer Erzgebirgskreis) — колишній район у Німеччині. 
Центр району — місто Марієнберг. Район входив у землю Саксонія. Підпорядкований адміністративному округу Хемніц. Площа - 595,37 км². Населення - 88 805 осіб. Густота населення - 149 осіб/км². 
Офіційний код району - 14 1 81. 
Район поділявся на 22 громади. 

## Міста та громади
Міста
1. Марієнберг (14 229)
2. Чопау (11 568)
3. Ольбернхау (10 952)
4. Ленгефельд (4 842)
5. Волькенштайн (4 325)
6. Цебліц (3 072)

Об'єднання громад
Управління Мариенберг
Управління Зайффен (Рудні Гори)
Управління Чопау
Громади
1. Амтсберг (4 293)
2. Поккала (4 267)
3. Горнау (4 062)
4. Гросрюкерсвальде (3 968)
5. Дребах (3 613)
6. Гроссольберсдорф (3 174)
7. Пфафрода (3 086)
8. Зайффен (2 677)
9. Фенусберг (2 370)
10. Поберсхау (2 079)
11. Борстендорф (1 471)
12. Грюнхайніхен (1 374)
13. Вальдкірхен (1 200)
14. Дойчнойдорф (1 177)
15. Берніхен (1 101)
16. Хайдерсдорф (945)